# Złoczew (gmina)
Złoczew – gmina miejsko-wiejska w Polsce w województwie łódzkim, w powiecie sieradzkim. W latach 1975–1998 gmina administracyjnie należała do województwa sieradzkiego.
Siedziba gminy to Złoczew.
Według danych z 30 czerwca 2004 gminę zamieszkiwało 7486 osób. Natomiast według danych z 31 grudnia 2017 roku gminę zamieszkiwało 7189 osób.

## Struktura powierzchni
Według danych z roku 2002 gmina Złoczew ma obszar 118,02 km², w tym:
- użytki rolne: 68%
- użytki leśne: 23%

Gmina stanowi 7,92% powierzchni powiatu.

## Rezerwaty przyrody
Na terenie gminy znajdują się następujące rezerwaty przyrody:
- rezerwat przyrody Nowa Wieś – chroni wielogatunkowe drzewostany liściaste z udziałem jodły i buka oraz stanowiska licznych roślin chronionych, zwłaszcza kwitnącego i owocującego bluszczu,
- rezerwat przyrody Paza – chroni żyzną buczynę z rzadkimi roślinami w runie oraz pomnikowe buki.

## Surowce
Na terenie gminy Złoczew znajduje się część złoża węgla brunatnego o zasobności ok. 460 mln ton na głębokości 150–230 m. Złoże „Złoczew” zlokalizowane jest kilka km na południe od Złoczewa (na pograniczu powiatów wieluńskiego i sieradzkiego). Odkryte zostało w 1962 przez Instytut Geologiczny w Warszawie (Zbigniew Werner i Maciej Podemski z Zakładu Soli i Surowców Chemicznych) otworem wiertniczym Złoczew IG-1. Eksploatację złoża wstępnie planuje się na lata 2025–2045. W związku z tym władze gminy szykują się do utworzenia nowego planu zagospodarowania przestrzennego. Teren o wielkości ok. 500 ha zostałby przeznaczony pod kopalnię, planowane jest wykupienie w sumie 216 siedlisk (obecnie nieco mniej) oraz 20 budynków m.in. wiejskich świetlic czy zakładów pracy w sołectwach: Broszki (część wioski), Biesiec, Łeszczyn, Dąbrowa Miętka, Stolec (część miejscowości). Wydobyty węgiel będzie transportowany do elektrowni Bełchatów. Transport do elektrowni będzie najprawdopodobniej odbywał się za pomocą przenośników taśmowych, rozważany jest też transport koleją lub przerób węgla na miejscu i uruchomienie nowego bloku energetycznego.

## Demografia

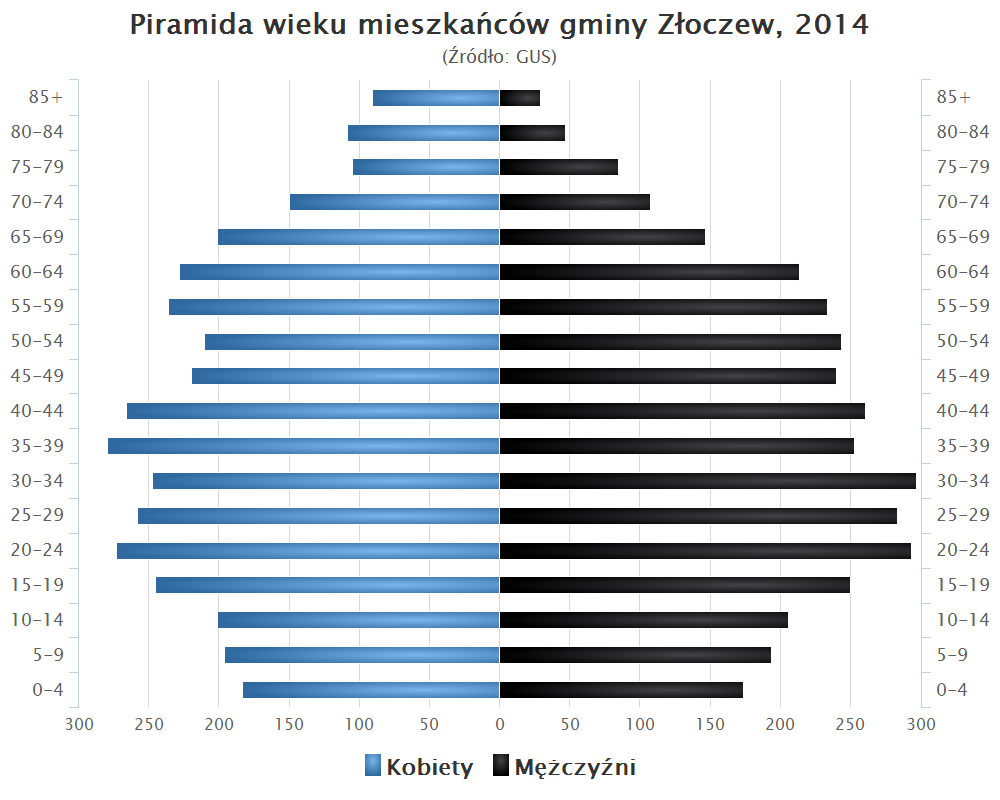
Piramida wieku mieszkańców gminy Złoczew w 2014 roku

Dane z 30 czerwca 2004:
| Opis                              | Ogółem | Ogółem | Kobiety | Kobiety | Mężczyźni | Mężczyźni |
| --------------------------------- | ------ | ------ | ------- | ------- | --------- | --------- |
| jednostka                         | osób   | %      | osób    | %       | osób      | %         |
| populacja                         | 7486   | 100    | 3797    | 50,7    | 3689      | 49,3      |
| gęstość zaludnienia (mieszk./km²) | 63,4   | 63,4   | 32,2    | 32,2    | 31,3      | 31,3      |

## Miejscowości
Miasto
Złoczew
Części miasta
Borki, Cegielnia, Doły, Kolonia Czwarta, Kolonia Druga, Kolonia Pierwsza, Kolonia Trzecia, Krzywda, Stara Huta, Złoczewska Wieś 
Wsie posiadające status sołectwa
Biesiec, Borzęckie, Broszki, Bujnów, Czarna, Dąbrowa Miętka, Emilianów, Gronówek, Grójec Mały, Grójec Wielki, Kamasze, Łeszczyn, Miklesz, Potok, Robaszew, Stanisławów, Stolec, Szklana Huta, Uników, Wandalin, Zapowiednik
Wsie nieposiadające statusu sołectwa
Łagiewniki, Pieczyska, Uników Poduchowny, Wilkołek Grójecki, Wilkołek Unikowski
Części wsi
Andrzejówka, Burdynówka, Galbierka, Górki, Jeże, Kamasówka, Kita, Kolonia Bujnów, Kresy (Borzęckie), Kresy (Miklesz), Ługi, Młyn, Niwa, Obojęcie, Pokarczemna, Pokowalska, Przerwa, Przylepka (Biesiec), Pustkowie, Serwitut, Stolec Poduchowny, Struga, Szlachecka, Wandalin nad Szosą
Kolonie
Kolonia Broszki, Kolonia Doliny, Kolonia Filipole, Kolonia Jaźwiny, Kolonia Koźliny, Kolonia Lipiny, Kolonia Łeszczyn, Kolonia Napłatek, Kolonia Siekanie, Lesiak, Przylepka, Stolec-Krzyżanka, Stolec-Pogony
Osady leśne
- Grójec Wielki (SIMC 0722503)
- Grójec Wielki (SIMC 0722510)

Pozostałe miejscowości
- Jaryszek
- Miklesz-Kolonia
- Uników

## Sąsiednie gminy
Brąszewice, Brzeźnio, Burzenin, Klonowa, Konopnica, Lututów, Ostrówek